# Un lloc anomenat llibertat
Un lloc anomenat llibertat (títol original: A Place Called Freedom) és una novel·la de ficció històrica de l'escriptor Ken Follett. Ambientada el 1767, descriu les aventures d'un jove i idealista miner escocès que creu que hi ha d'haver més a la vida que treballar en el forat d'una mina. El miner, Mack McAsh, s'escapa per a trobar feina i una nova vida a Londres. McAsh esdevé un líder entre les classes treballadores de la ciutat i es converteix en un objectiu per als grups d'interessos creats, que no comparteixen el seu punt de vista. McAsh és acusat d'un crim que no ha comès i és deportat a la colònia de Virgínia on es veu obligat a fer treballs forçats durant set anys i a trobar una nova vida.

## Esdeveniments històrics de la novel·la
La novel·la tracta inicialment sobre el tema de l''Arles penny, una forma de servitud dels miners al segle xviii, consistent en que una vegada un miner havia començat a treballar en una mina de carbó quedava lligat a treballar-hi per a la resta de la seva vida. Era costum que l'amo o propietari de la mina donés un regal als pares d'un nen en el moment del baptisme. Aquest regal comprometia el nen a treballar al costat dels pares quan fos major d'edat.
A Londres la novel·la situa McAsh al centre del descontentament de 1768, en què els treballadors se sentien insatisfets per un cost de vida més alt i uns salaris baixos. McAsh havia esdevingut el líder d'un grup de descarregadors de carbó, que tenien la tasca de descarregar manualment les barcasses de carbó quan arribaven a port. El descontentament va portar finalment a motins i disturbis a tota la ciutat.
Després de ser atrapat enmig d'un tumult, McAsh és capturat i sentenciat a ser deportat als Estats Units, una forma de càstig que sovint es veia com una alternativa eficaç a la pena de mort durant aquest període. Una cop arriba a l'aleshores colònia de Virgínia, McAsh és forçat a treballar com a peó al camp, abans d'escapar-se cap a l'Oest.

## Personatges històrics destacats de la novel·la
John Wilkes - Polític i agitador britànic de l'època. Es fa referència a Wilkes al llarg del llibre, sovint en tons despectius, per part de l'alta burgesia preocupada per la seva política.
George Washington - L'home que es convertiria en el primer president dels Estats Units. Washington apareix breument cap al final del llibre com a orador en una reunió celebrada a la Cambra dels Burgesos de Virgínia. Washington suggereix a la reunió que l'Estat hauria de considerar deixar d'importar productes britànics.